# F1 22 (jogo eletrônico)
F1 22 é o videogame oficial dos campeonatos de Fórmula 1 e Fórmula 2 de 2022, desenvolvido pela Codemasters e publicado pela EA Sports. Corresponde ao décimo quinto título da série F1 da Codemasters e ao segundo da série publicado pela Electronic Arts sob sua divisão EA Sports desde F1 Career Challenge, de 2003, depois da Codemasters ter sido adquirida pela EA, no final de 2020.
O jogo foi lançado para Microsoft Windows, PlayStation 4, PlayStation 5, Xbox One e Xbox Series X / S em 1 de julho de 2022. A edição dos campeões foi lançada três dias antes, em 28 de junho de 2022.